# Niels Giffey
Niels Giffey (* 8. Juni 1991 in Berlin) ist ein deutscher Basketballspieler.
Der 2,00 Meter große Small Forward wurde mit der deutschen Nationalmannschaft 2023 Weltmeister und 2022 Dritter der Europameisterschaft. Mit Alba Berlin und dem FC Bayern München gewann er die deutsche Meisterschaft. Darüber hinaus ist er der zweite Deutsche, der die amerikanische College-Meisterschaft zweimal (2011 und 2014) gewann.
Die SPD-Politikerin Franziska Giffey ist die Ehefrau seines Onkels.

## Karriere
Giffey besuchte das Heinrich-Schliemann-Gymnasium in Berlin-Prenzlauer Berg und legte dort 2010 das Abitur ab. Er spielte in seiner Jugend zunächst beim BBC Berlin und den Marzahner Basket Bären, mit deren U16-Mannschaft er 2006 Deutscher U16-Meister wurde. Anschließend spielte er beim TuS Lichterfelde Berlin unter anderem in der ersten Mannschaft in der ProB-Saison 2007/08 unter Trainer Matej Mamić. Nach dem Abstieg aus der ProB 2008 endete die Kooperation der Lichterfelder mit dem mehrfachen deutschen Herrenmeister Alba Berlin, Giffey wechselte in die Alba-Nachwuchsmannschaften, wo er mit einigen Mannschaftskameraden aus seiner Zeit bei den Basket Bären 2009 in der NBBL erneut die deutsche Meisterschaft der Altersklasse U19 erreichte. Ein Jahr später verpasste man die Titelverteidigung im Finale gegen Ehingen/Urspring. Dafür gelang Giffey mit der zweiten Mannschaft von Alba Berlin in der Regionalliga der Aufstieg in die dritthöchste deutsche Spielklasse ProB.
2010 begann Giffey ein Studium in den Vereinigten Staaten, wo er ein Sportstipendium der University of Connecticut erhielt. Deren Hochschulmannschaft Huskies zählte zu den führenden Mannschaften der damaligen Big East Conference im Hochschulsportverband NCAA. Gleich in seiner Freshman-Saison konnte Giffey mit den Huskies die prestigeträchtige NCAA Division I Basketball Championship 2011 gewinnen und war dabei erst der dritte Deutsche mit Einsatzzeit im Endspiel beim Titelgewinn. Zum Ende seiner Hochschulzeit 2014 gewann er mit den Huskies erneut die NCAA-Meisterschaft. Damit wurde er der zweite Deutsche, der die College-Meisterschaft zweimal gewinnen konnte. Giffey war als College-Senior automatisch für den NBA-Draft 2014 angemeldet, wurde jedoch nicht ausgewählt. Nachdem er sich in der NBA Summer League bei Utah Jazz und Memphis Grizzlies nicht empfehlen konnte, wurde er am 15. Juli 2014 von Alba Berlin verpflichtet.
Giffey erhielt in seinem ersten Bundesligajahr im Schnitt 17 Minuten Einsatzzeit pro Begegnung und erzielte 6,8 Punkte je Partie. Er stieg in Berlin 2017 zum Mannschaftskapitän auf und erzielte in der Saison 2018/19 mit einem Wert von 9,6 Punkten je Begegnung seinen bislang höchsten Wert seiner Bundesliga-Zeit in dieser statistischen Kategorie. Giffey wurde zugeschrieben, sich in Berlin insbesondere mit seinen Stärken in der Verteidigung sowie mit seiner mannschaftsdienlichen und konstanten Spielweise hervorzutun. In der Saison 2019/20 gewann er als Mannschaftskapitän mit Berlin die deutsche Meisterschaft sowie den Pokalwettbewerb. Giffey erzielte im Meisterjahr in der Bundesliga im Schnitt 10,2 Punkte je Begegnung. Im Spieljahr 2020/21 wurde er mit Berlin wieder deutscher Meister, Giffey brachte es auf dem Weg zum wiederholten Titel in 34 Bundesliga-Einsätzen wie im Vorjahr auf 10,2 Punkte je Begegnung.
Im Juni 2021 wurde Giffey von der litauischen Spitzenmannschaft Žalgiris Kaunas verpflichtet und wurde dort Spieler des österreichischen Trainers Martin Schiller. Im Oktober 2022 wechselte er zum spanischen Erstligisten CB Murcia, Anfang November 2022 trennte man sich wieder. Giffey bestritt vier Ligaspiele für Murcia. Kurz darauf nahm ihn Bundesligist FC Bayern München unter Vertrag. Mit München wurde Giffey im Spieljahr 2023/24 sowohl deutscher Meister als auch deutscher Pokalsieger. Anfang April 2025 verlängerte Giffey seinen Vertrag beim FC Bayern vorzeitig bis in das Jahr 2027. Ende Juni 2025 errang er mit der Mannschaft wieder die deutsche Meisterschaft.

## Nationalmannschaft
Er durchlief alle DBB-Nachwuchsnationalmannschaften und wurde 2011 Fünfter bei der U20-Europameisterschaft. Bei der Basketball-Europameisterschaft 2013 erhielt er von Bundestrainer Frank Menz im Schnitt 25 Minuten Spielzeit und wurde gleich als Starter auf das Parkett beordert. Giffey war Teilnehmer der 2021 ausgetragenen Olympischen Sommerspiele 2020 und erzielte in vier Partien in Tokio im Schnitt 7,3 Punkte. 2022 holte er mit der deutschen Auswahl EM-Bronze, er trug im Schnitt 5,9 Punkte je Turnierspiel bei. Er wurde mit der deutschen Nationalmannschaft im September 2023 Weltmeister, auf dem Weg zum Titel blieb man im Turnierverlauf ungeschlagen. Giffey kam zu sieben WM-Einsätzen (3,1 Punkte je Begegnung).
Im Sommer 2024 nahm Giffey an den Olympischen Sommerspielen in Paris teil, bei denen er mit Deutschland das Halbfinale erreichte. Im Oktober 2024 gab er seinen Rücktritt aus der Nationalmannschaft bekannt. Giffey bestritt insgesamt 118 A-Länderspiele.

## Erfolge
- Weltmeister: 2023
- Dritter der Europameisterschaft: 2022
- Deutscher Meister: 2020, 2021, 2024, 2025
- Deutscher Pokalsieger: 2016, 2020, 2023, 2024
- Litauischer Pokalsieger: 2022
- NCAA-Meister: 2011, 2014
- Deutscher U19-Meister: 2009
- Deutscher U16-Meister: 2006